# Rafael Freire Luz
Rafael Freire Luz (Araçatuba, 11 febbraio 1992) è un cestista brasiliano con cittadinanza spagnola.

## Carriera
Con il Brasile ha disputato i Giochi olimpici di Rio de Janeiro 2016, i Campionati mondiali del 2019 e tre edizioni dei Campionati americani (2011, 2013, 2015).

## Palmarès
- Liga catalana: 1

Andorra: 2018